# سيمور (مقاطعة يو كلير)
سيمور، مقاطعة يو كلير (بالإنجليزية: Seymour, Eau Claire County, Wisconsin)‏ هي بلدة تقع بولاية ويسكونسن في الولايات المتحدة. تبلغ مساحتها 83.5 (كم²)، وترتفع عن سطح البحر 278 م، بلغ عدد سكانها 2978 نسمة في عام 2000 حسب إحصاء مكتب تعداد الولايات المتحدة وتصل الكثافة السكانية فيها 36.9 نسمة/كم2.

## وصلات خارجية
- The US50 - Cities and Towns in Wisconsin State
- Wisconsin Cities and Towns, Facts, Map, Flag, Colleges, Government, and More